# Ceratina zwakhalsi
Ceratina zwakhalsi är en biart som beskrevs av Terzo och Rasmont 1997. Ceratina zwakhalsi ingår i släktet märgbin, och familjen långtungebin. Inga underarter finns listade i Catalogue of Life.